# Lilla Å-promenaden

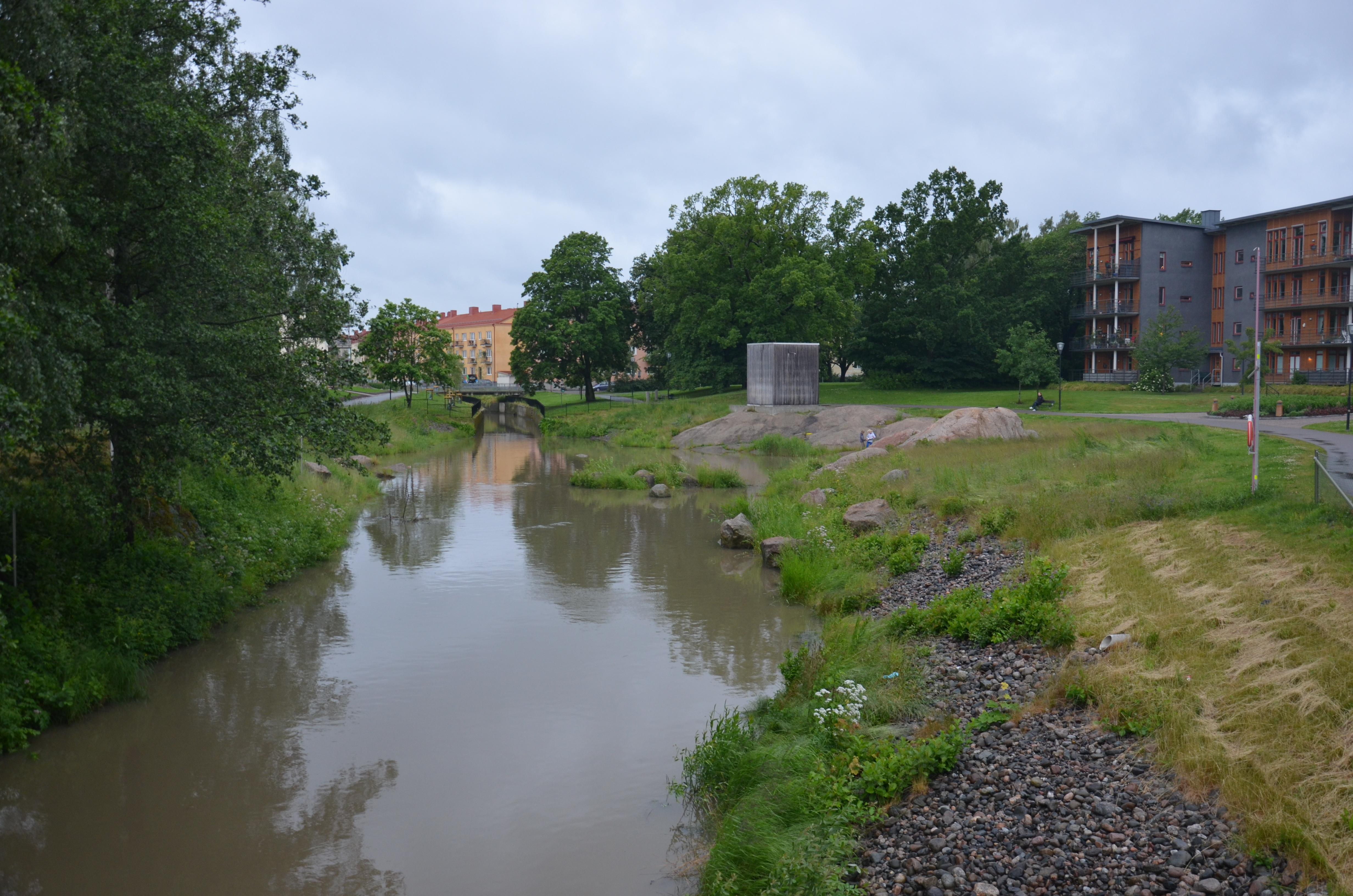
Lillån vid Fanjunkarvägen. Lux syns i mitten av bilden.

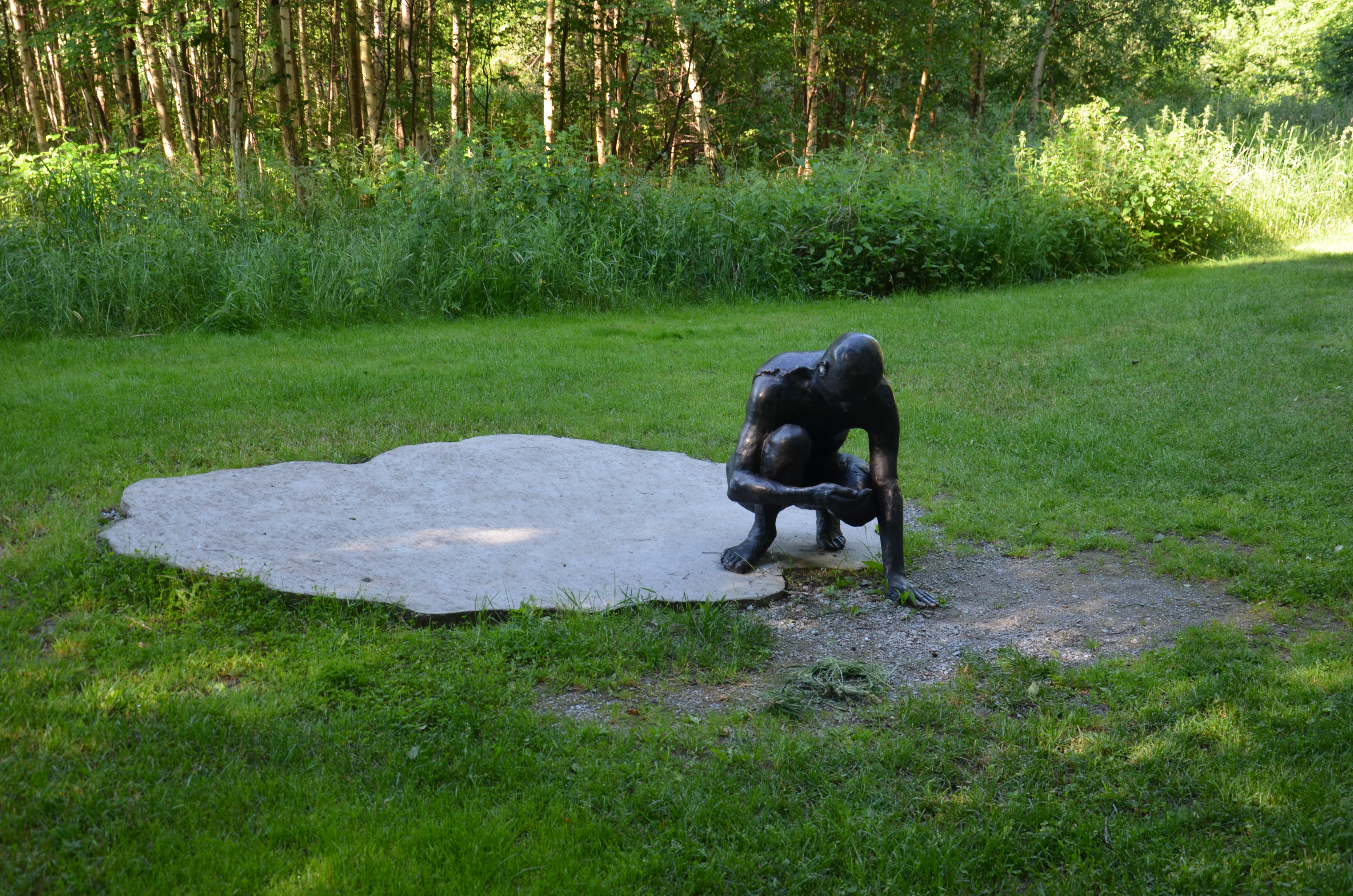
Stefan Rydéens Mellan slump och nödvändighet

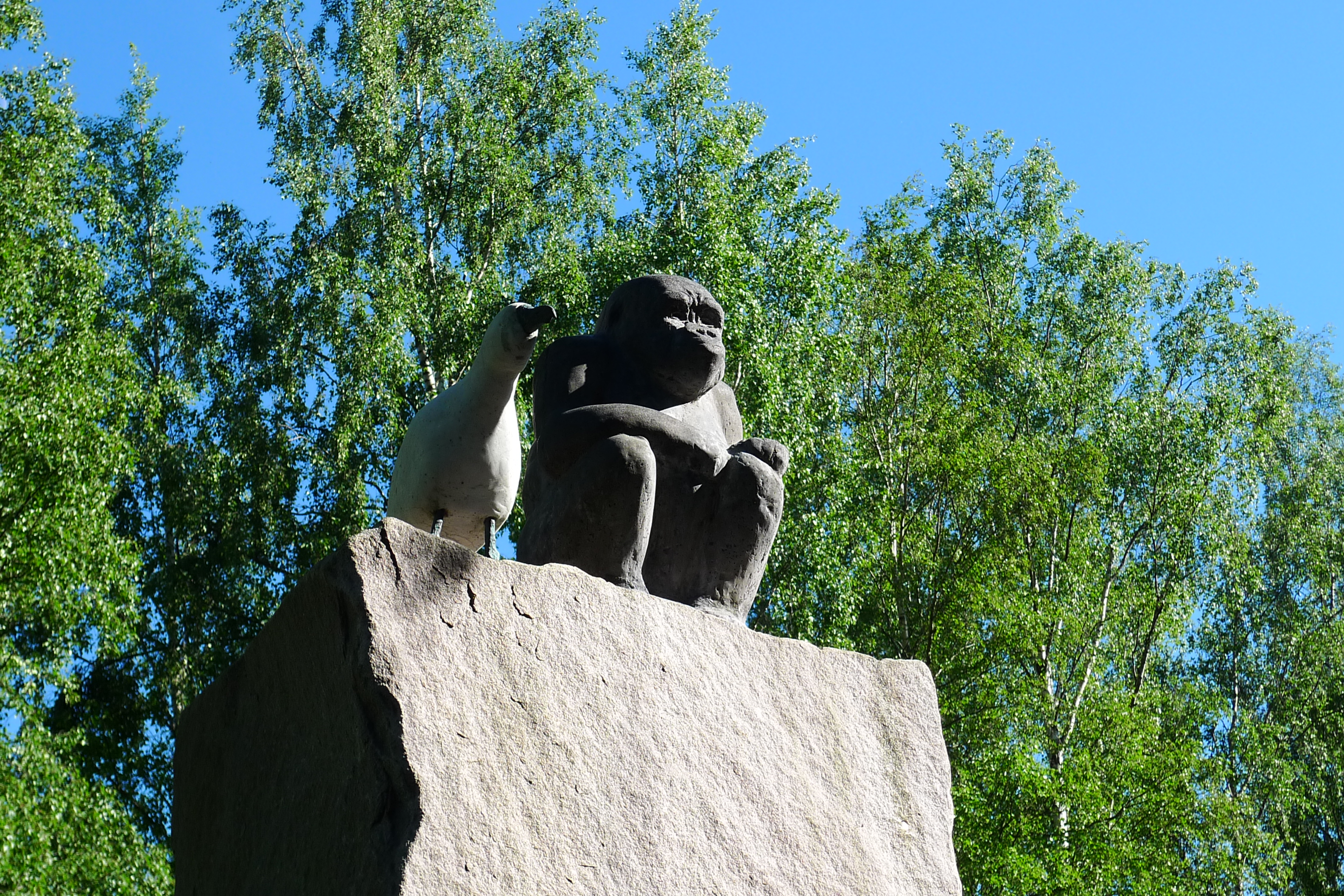
Fågeltempel av Torsten Molander, vid Vattenparken

Lilla Å-promenaden är en promenadväg med skulpturer i Örebro.
Lilla Å-promenaden är ungefär fyra kilometer och går längs Lillån, som flyter genom Örebro och rinner ut i Svartån vid Oset. Den initierades av konstnären Stefan Rydéen och invigdes år 2004.
Promenadens nordvästra ände finns vid Västerleden vid Holmens industriområde och ansluter till naturreservatet Boglundsängen, som anlades 2006. Den sydöstra änden finns i Alnängarna vid Naturens hus:
- Nordvästra änden 59°17′39,42″N 15°12′43.02″Ö / 59.28333°N 15.2119500°Ö
- Sydöstra änden 59°16′42,50″N 15°15′34,43″Ö / 59.26667°N 15.25000°Ö

## Konstverk
- Blått ljus av Mikael Richter, ljusinstallation 2002, blått ljus på 4,7 meter höga stolpar, vid Holmens industriområde
- Backdoor av James Bates, 2001, danskt handgjort tegel, Stålgatan
- Lilla regnet av Johan Ledung, 2000, brons, Stålgatan
- Drängastenar, installation, 2008, Stålgatan
- Ljus vid liten å av Ronny Andersson, 2004, ljusinstallation mellan Åkulleparken och Ulla Billquists park
- Åkullens väktare av Uta Jacobs, 2001, röd och grå granit, Åkulleparken
- Bro av Ann Sidén, 1998, brons, Slottsgatan
- Skulptur till Ulla av Börje Wahlström, 1999, sten, Ulla Billquists park
- Lux av Karin Kjellson, 2004, utställningspaviljong, Grenadjärstaden
- Kyssen av Monika Larsen Dennis, 2004, marmor, vid baksidan av SJ:s Centralverkstad
- Mellan två vatten, 2000, ekebergsmarmor och larvikit, av Ann Carlsson Korneev, mitt mot Centralvägen i Rynninge
- Mellan slump och nödvändighet, 2002, brons och betong, av Stefan Rydéen
- Fågeltempel, brons, svart betong och ekebergsmarmor, 1998, av Torsten Molander, vid Vattenparken
- Fågeltecken, 1999, av Torsten Molander, vid Naturens hus

## Bildgalleri

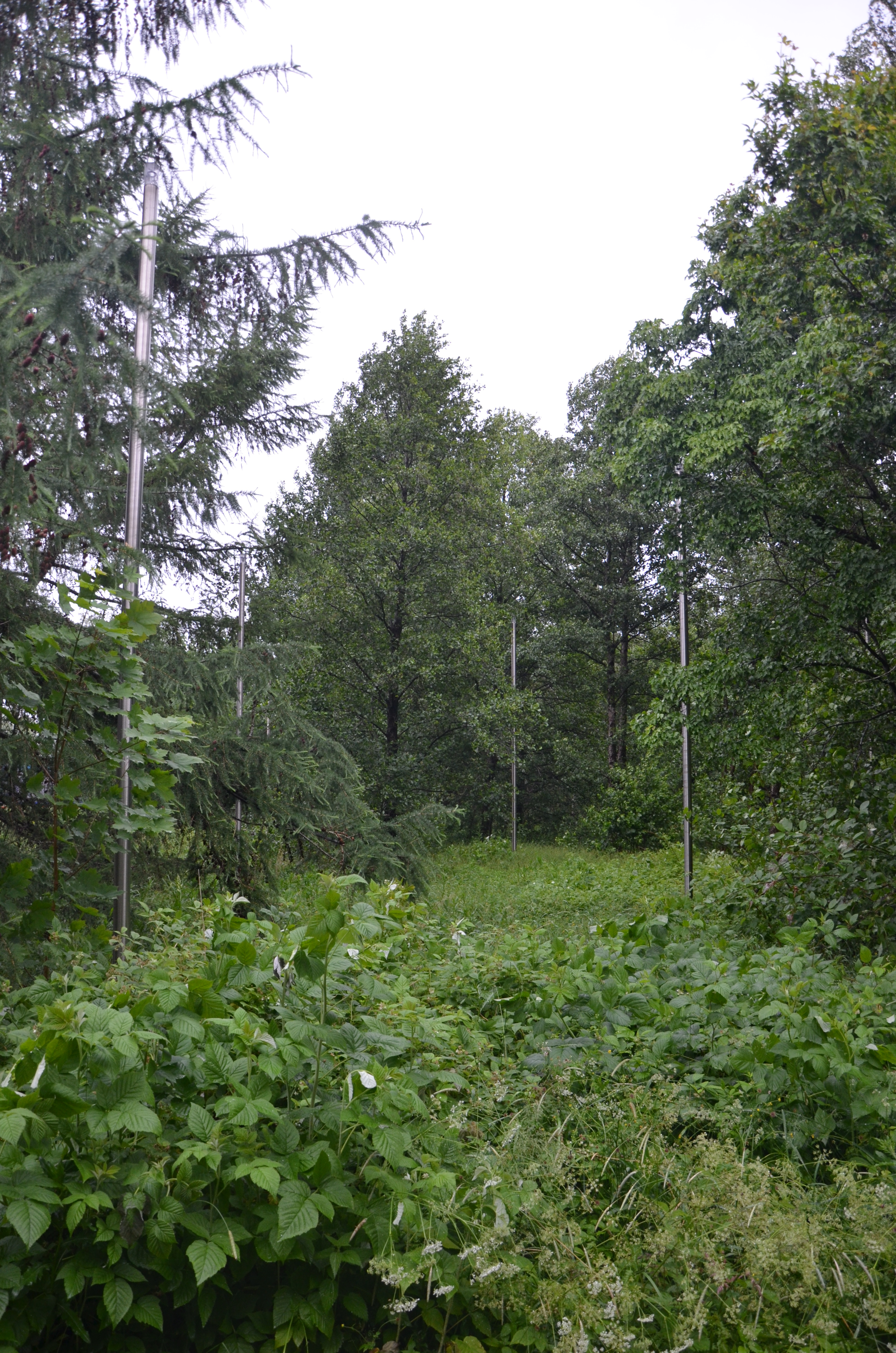
Blått ljus av Mikael Richter
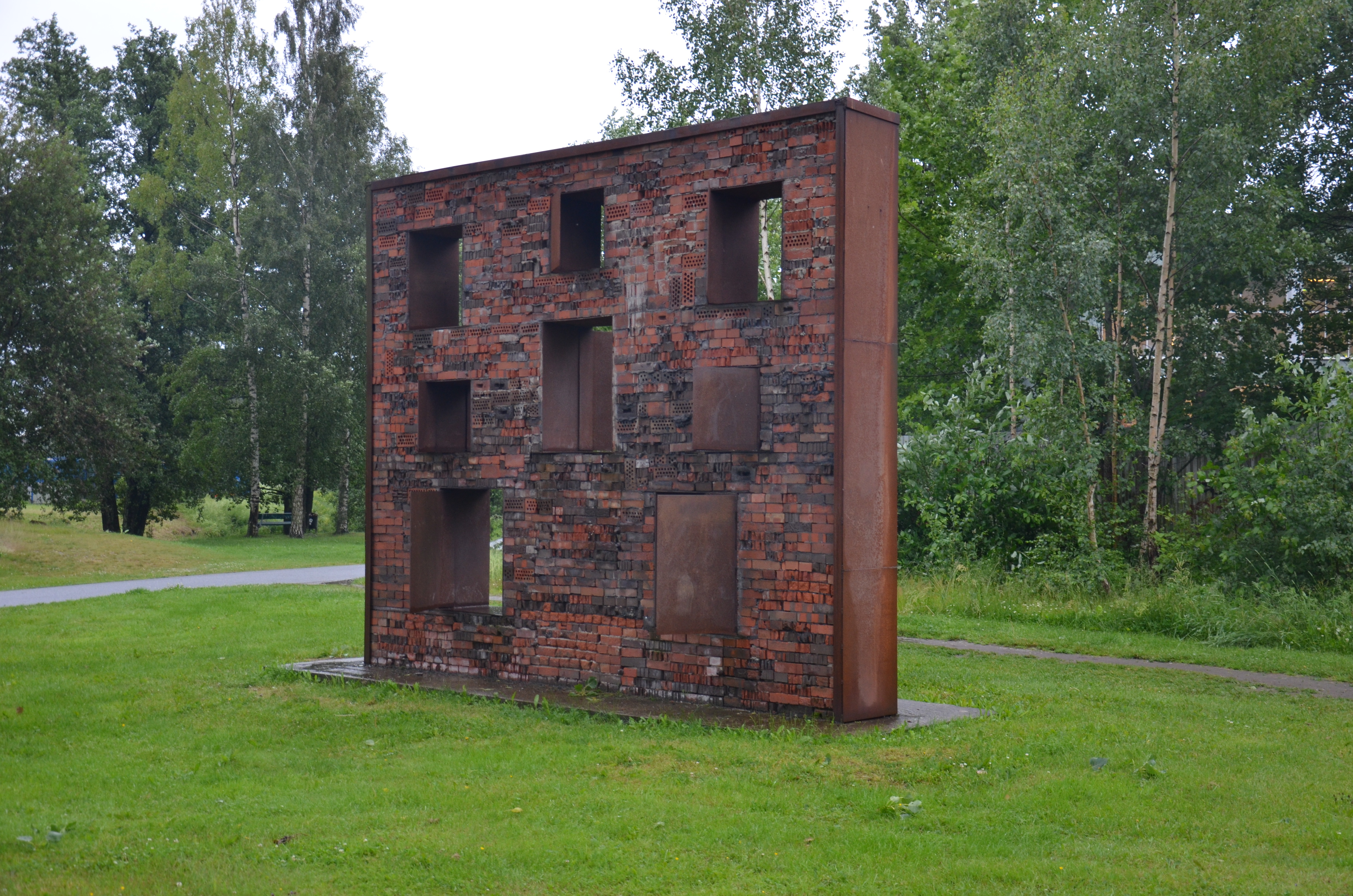
Backdoor av James Bates
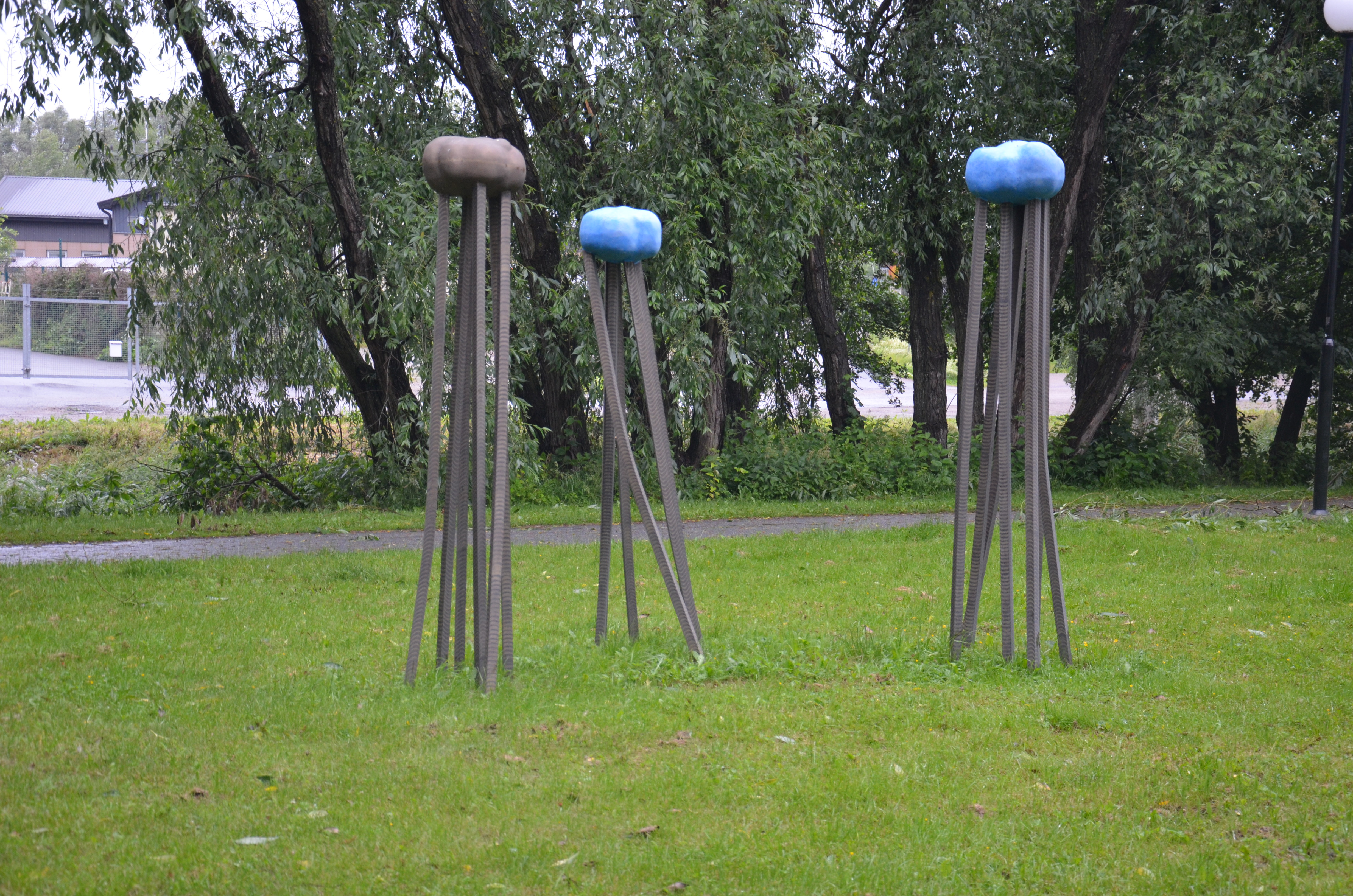
Lilla regnet av Johan Ledung
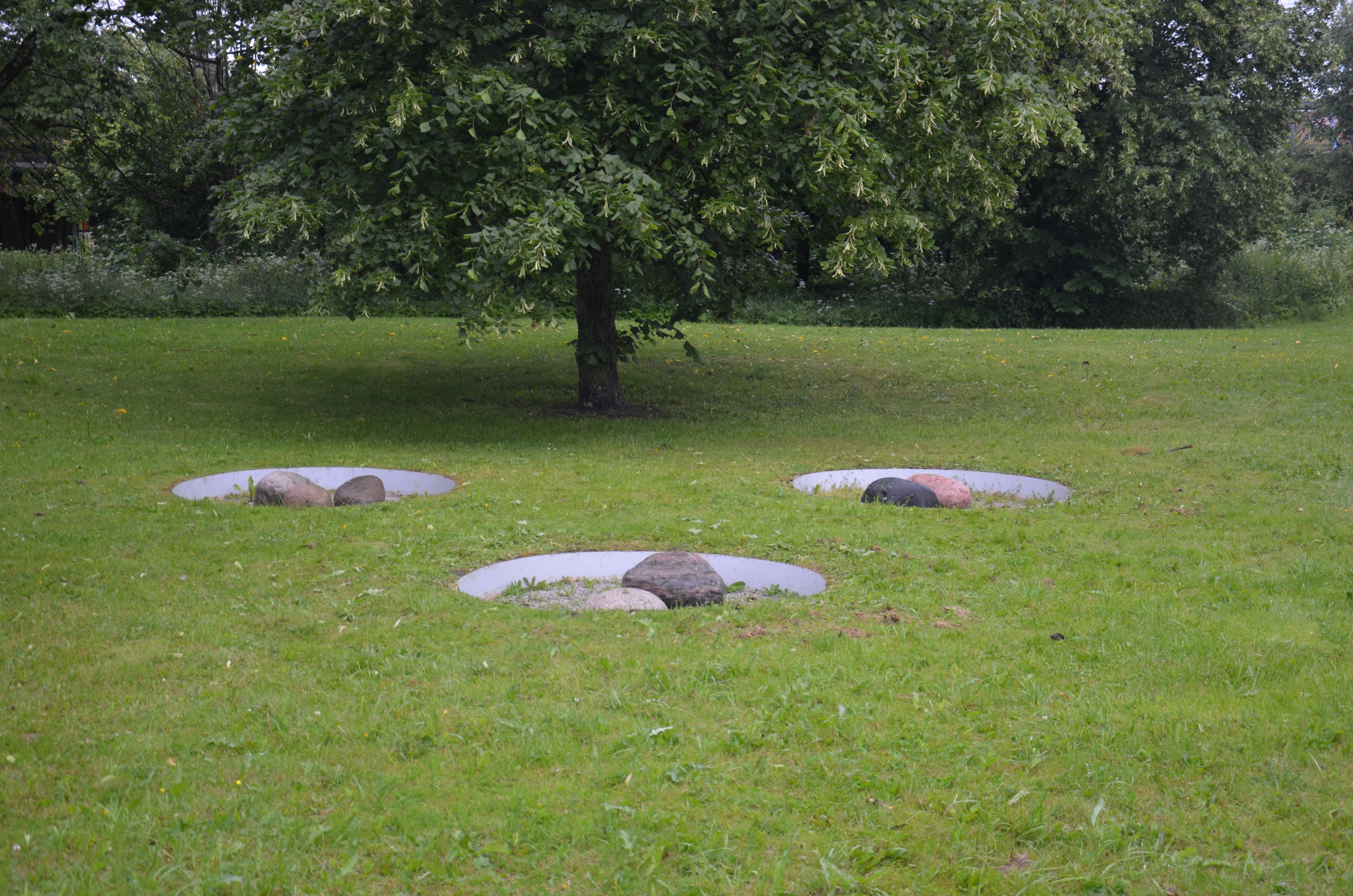
Drängastenar
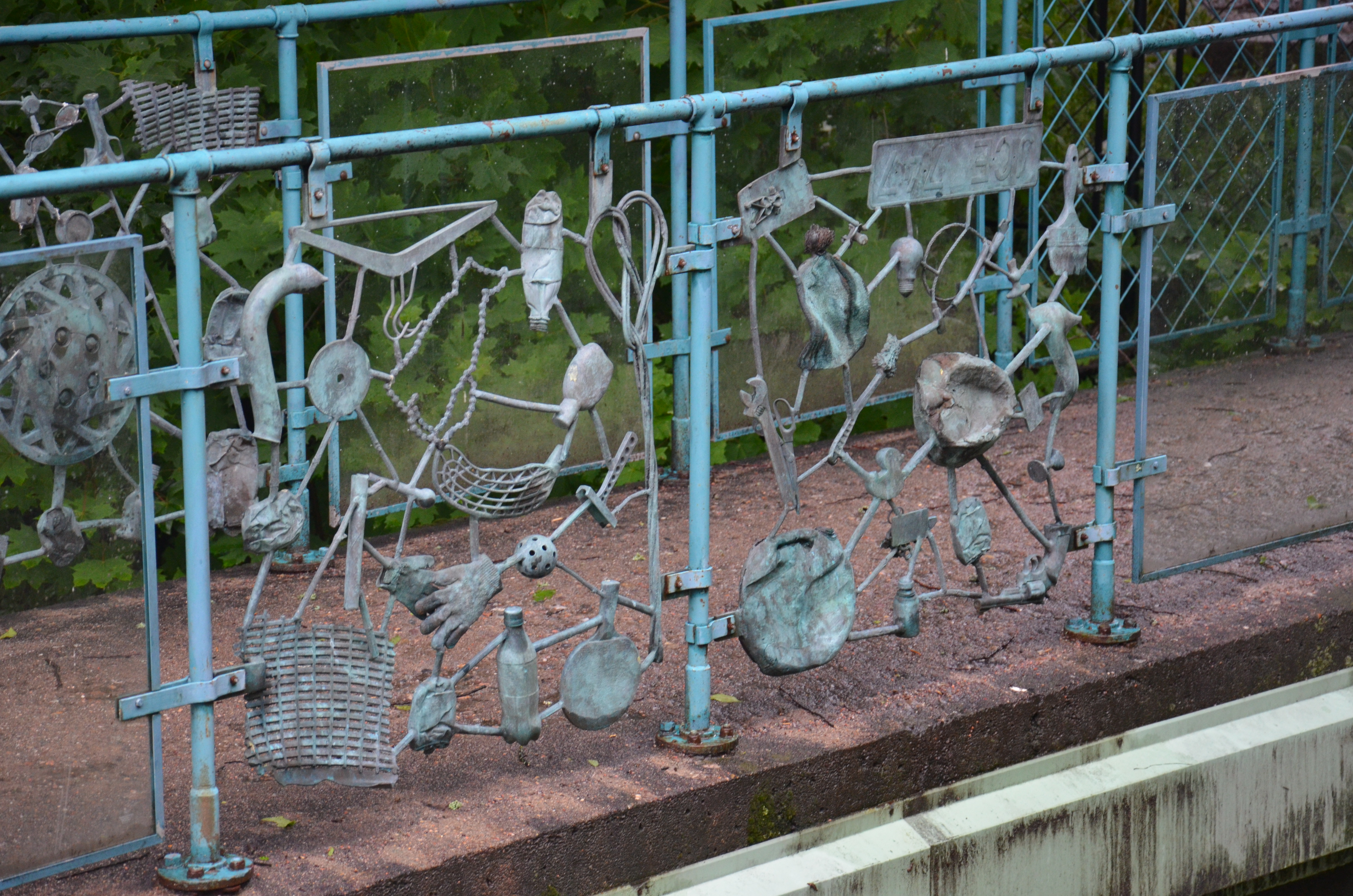
Bro av Ann Sidén
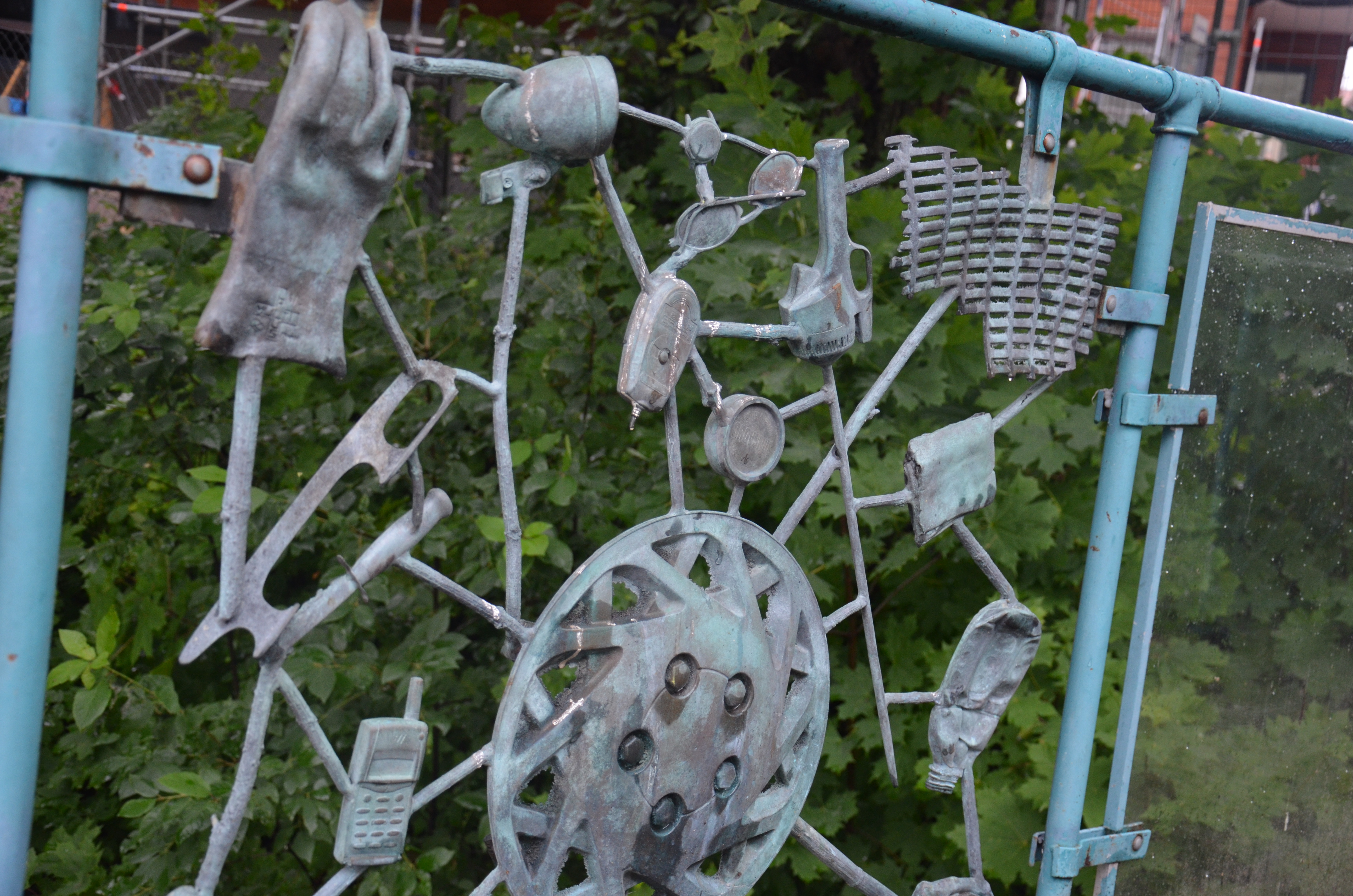
Bro av Ann Sidén
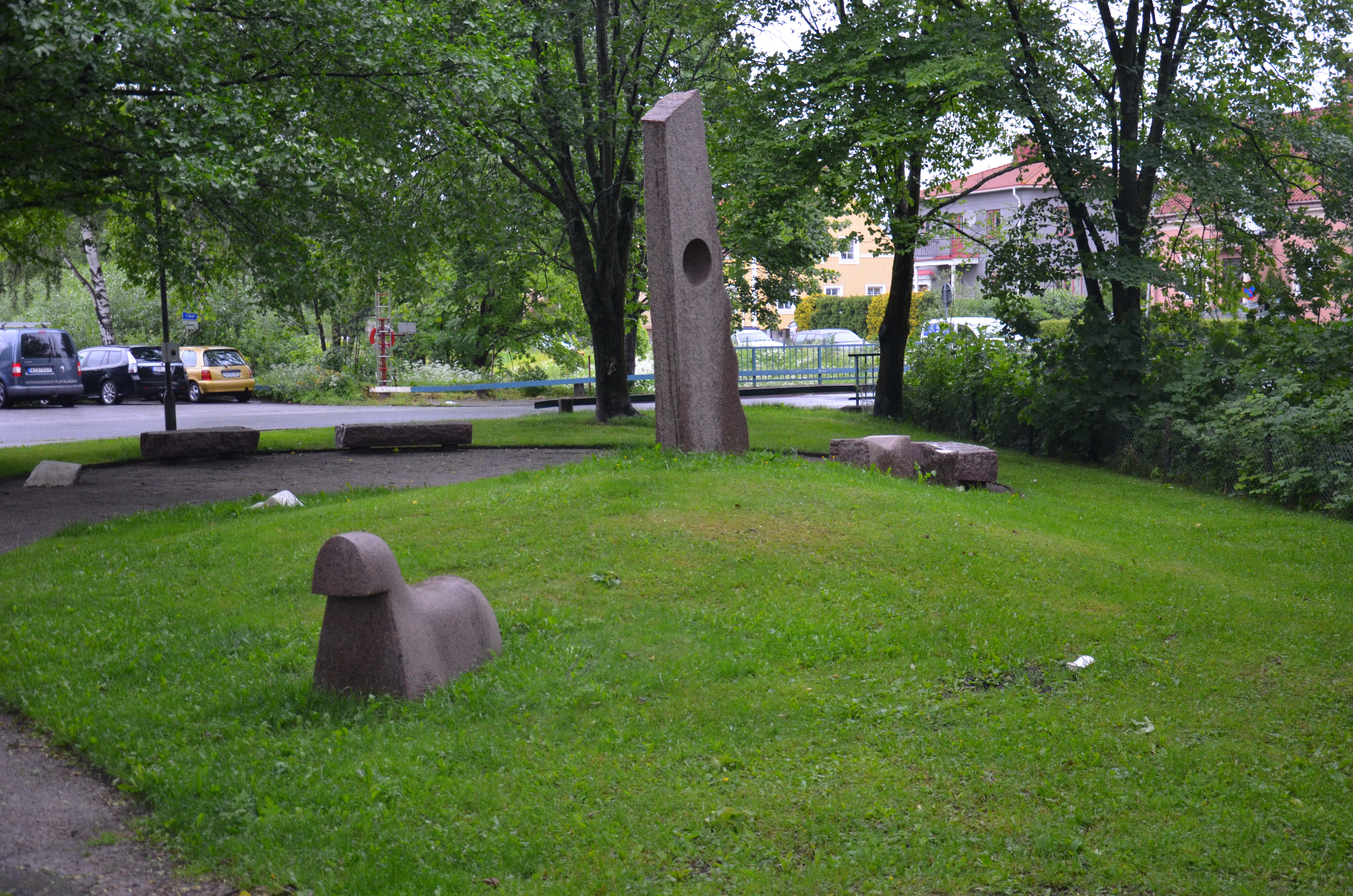
Åkullens väktare av Uta Jacobs
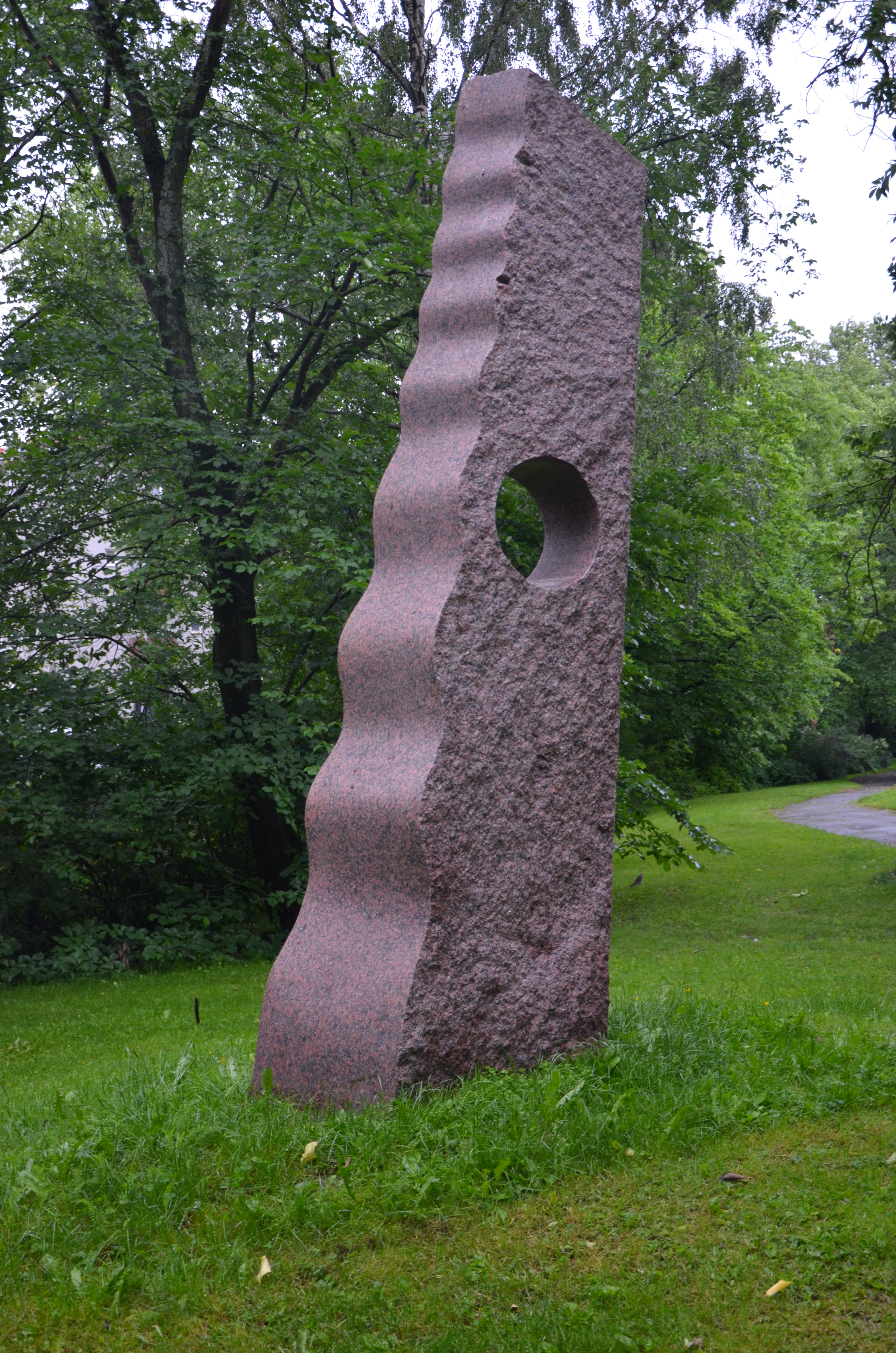
Åkullens väktare av Uta Jacobs
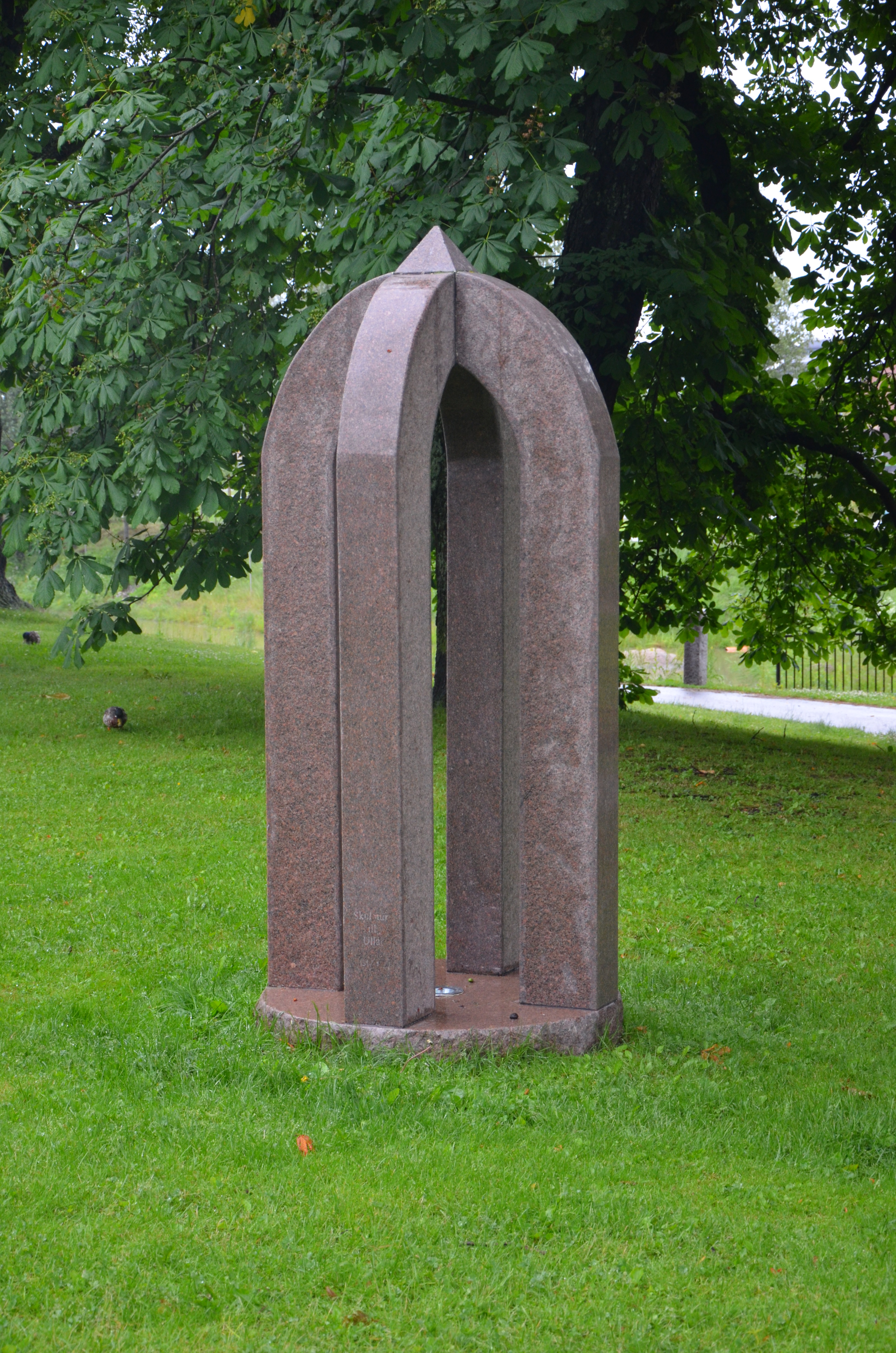
Skulptur till Ulla av Börje Walström
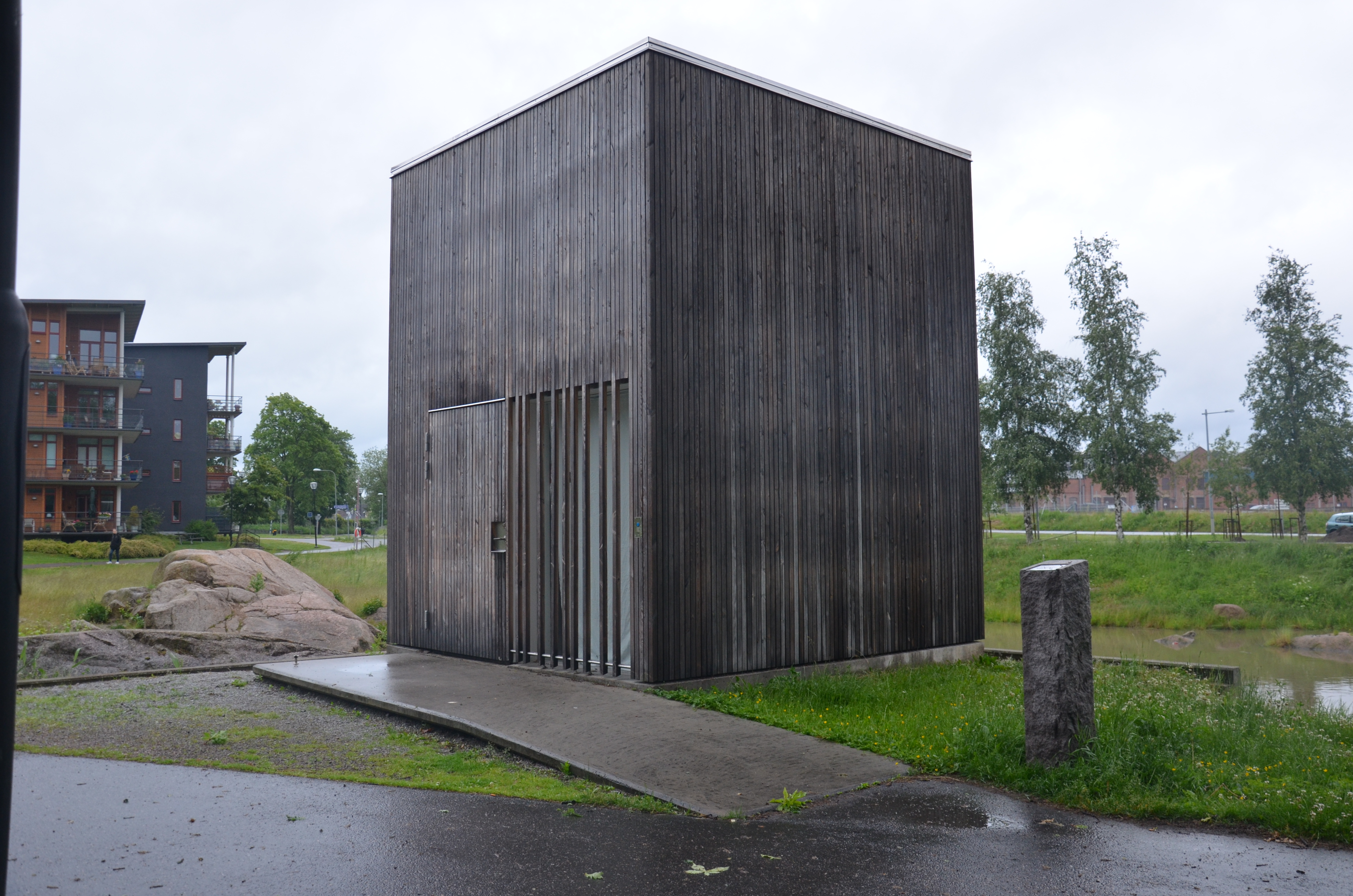
Lux av Karin Kjellson
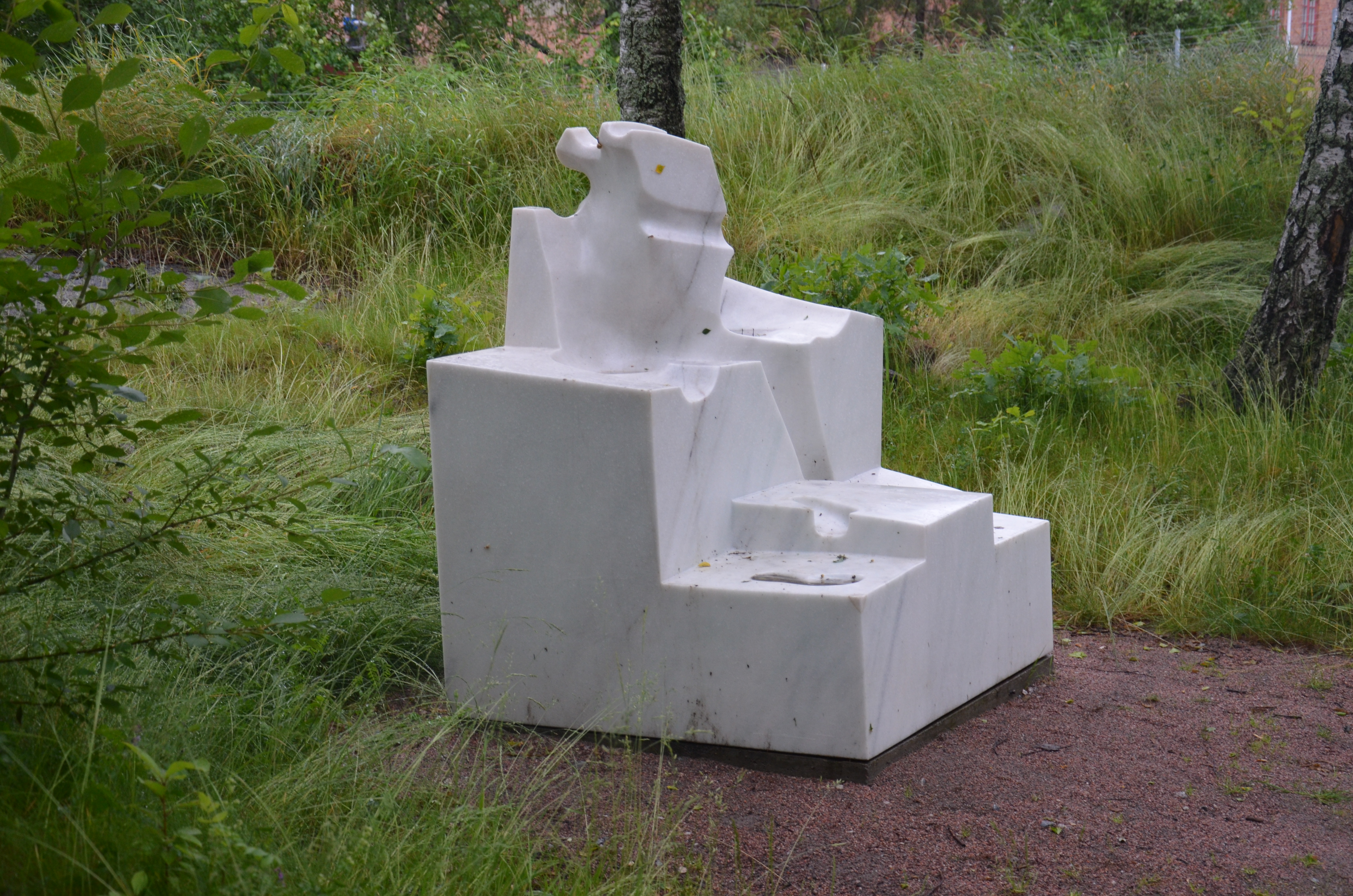
Kyssen av Monika Larsen Dennis
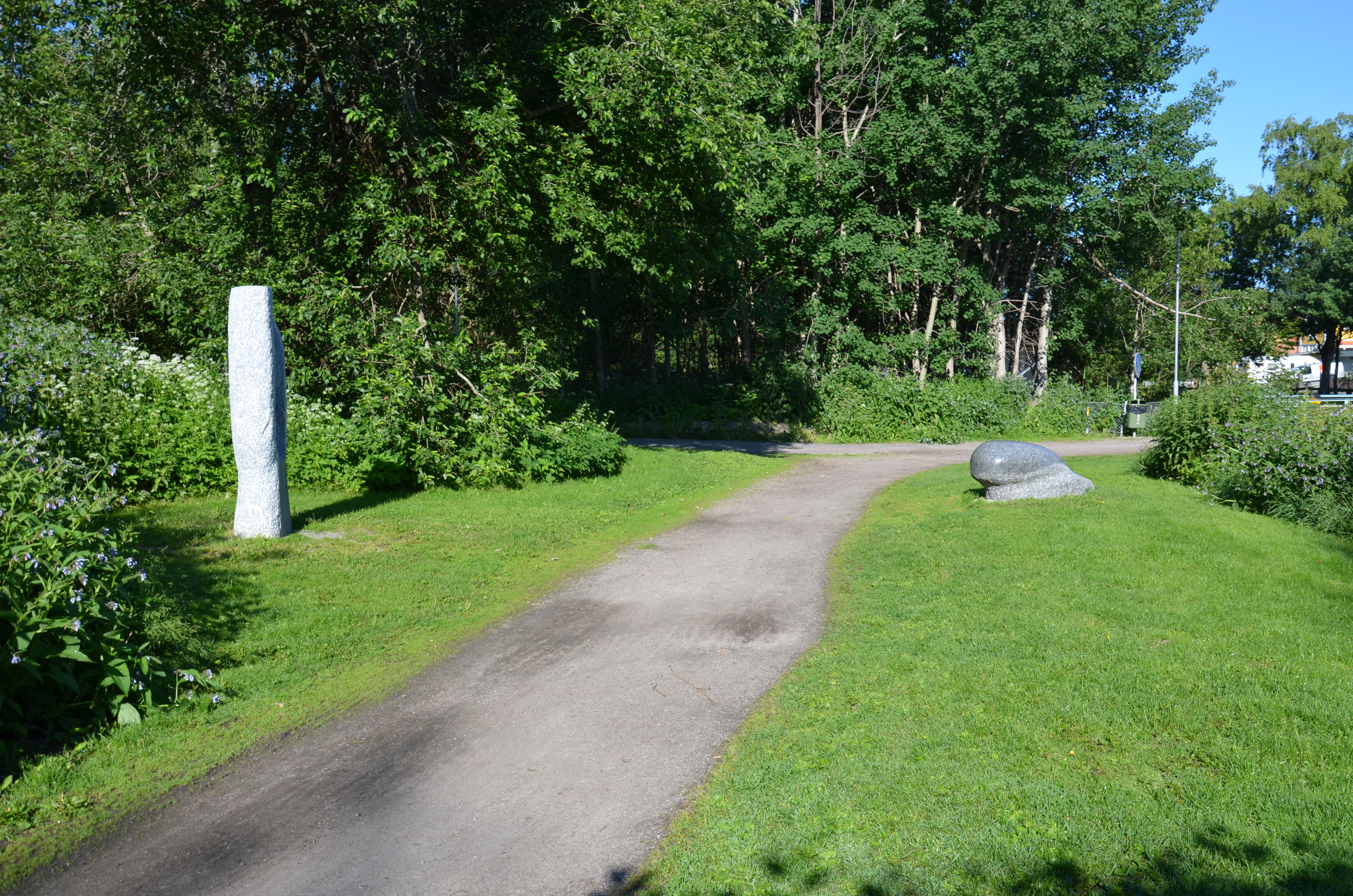
Mellan två vatten av Ann Carlsson Korneev
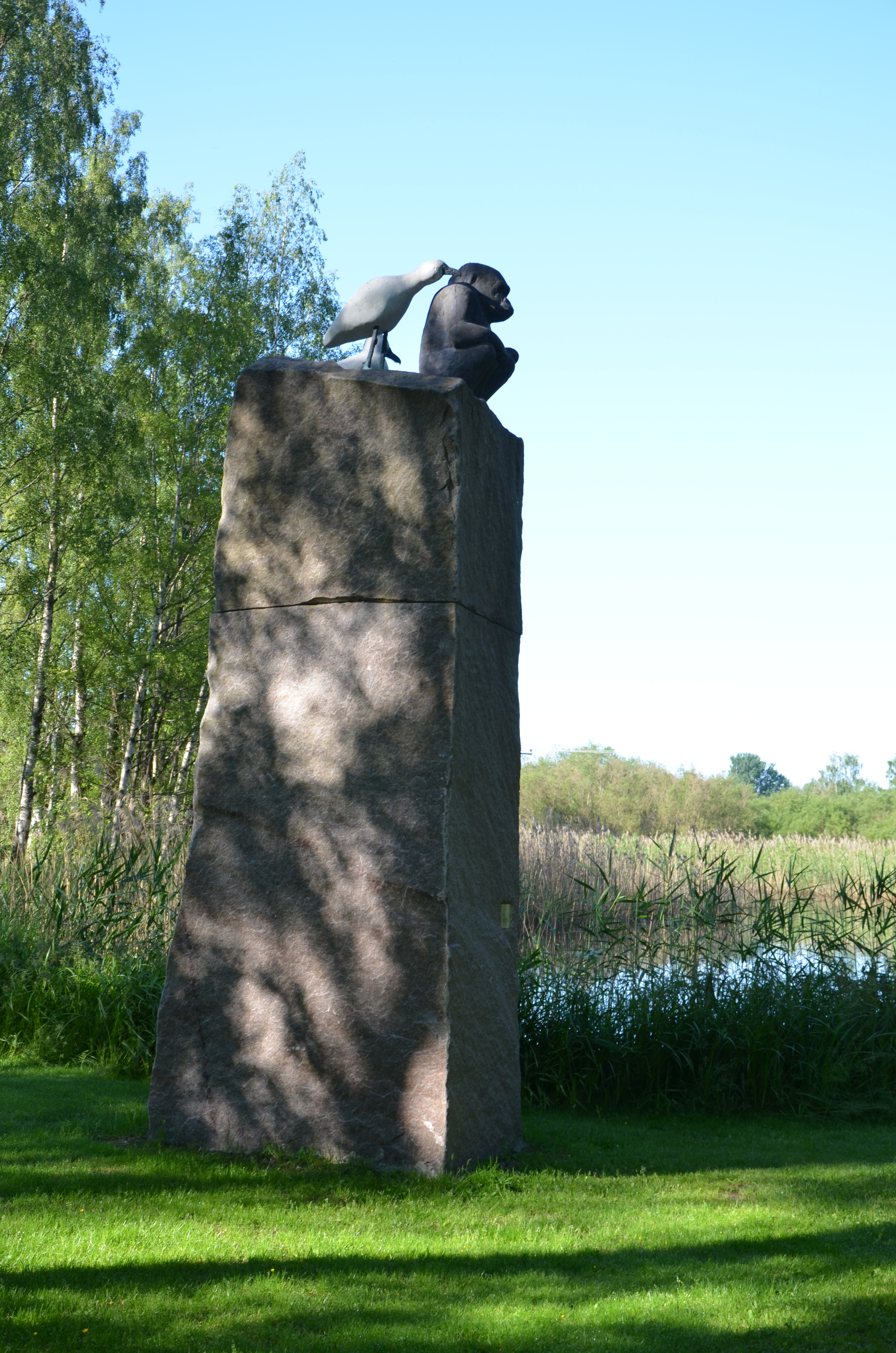
Fågeltempel av Torsten Molander
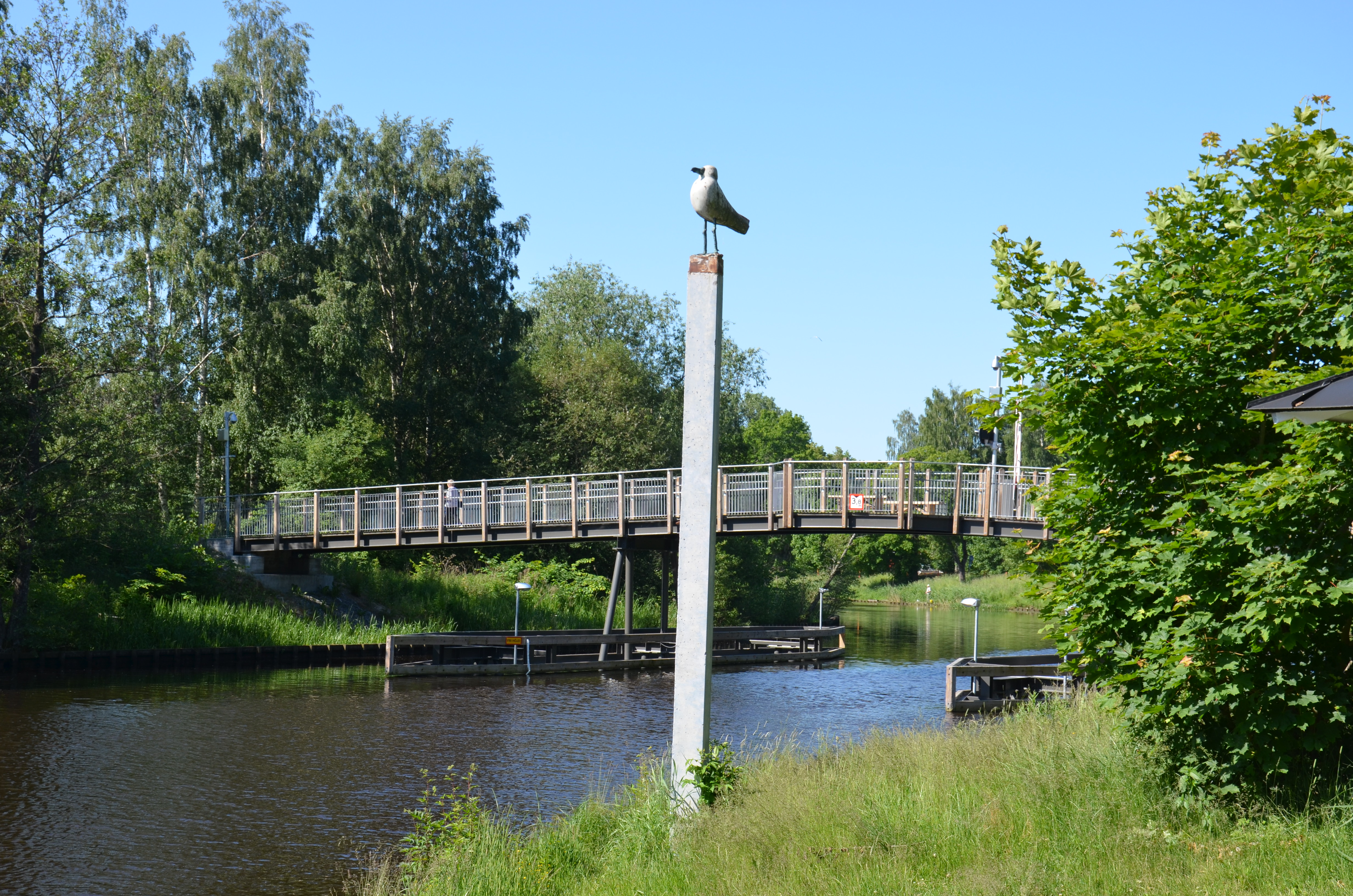
Fågeltecken av Torsten Molander